# Bentheogennema burkenroadi
Bentheogennema burkenroadi is een tienpotigensoort uit de familie van de Benthesicymidae. De wetenschappelijke naam van de soort is voor het eerst geldig gepubliceerd in 1975 door Krygier & Wasmer.